# جرينلاند
جرينلاند أو غرينلاند (بالجرينلاندية: Kalaallit Nunaat أي «أرض الناس»، وبالدنماركية: Grønland أي «الأرض الخضراء») هي تقسيم إداري ذاتي الحكم داخل مملكة الدنمارك، وثاني أكبر جزيرة في العالم بعد أستراليا، تقع بين المحيط المتجمد الشمالي والمحيط الأطلسي، شرق أرخبيل القطب الشمالي الكندي. ومع أن جرينلاند جزء من قارة أمريكا الشمالية في الجغرافيا الطبيعية، ارتبطت سياسيًّا وثقافيًّا بأوربا (تحديدًا النرويج والدنمارك، القوى الاستعمارية) لأكثر من ألف عام، ابتداءً من عام 986. غالبية سكانها هم من الإنويت، الذين هاجر أسلافهم من ألاسكا عبر كندا الشمالية، واستقروا تدريجيًا في الجزيرة بحلول القرن الثالث عشر.
اليوم، يتركز السكان بشكل أساسي على الساحل الجنوبي الغربي، في حين أن بقية الجزيرة قليلة السكان. تنقسم جرينلاند إلى خمس مقاطعات، سيرمرسوك وكوياليك وكاسويتسوب وكيكاتا وأفاناتا. وتوجد فيها منطقتان فرديتان هما حديقة شمال شرق جرينلاند الوطنية وقاعدة ثول الجوية. ورغم خضوع قاعدة ثول للسيطرة الدنماركية، لكنها تدار من قبل القوات الجوية الأمريكية. وتغطي صفيحة جرينلاند الجليدية ثلاثة أرباع الجزيرة، وهي الصفيحة الجليدية الوحيدة الدائمة خارج القارة القطبية الجنوبية. وفي عام 2020 بلغ عدد سكانها 56،081، وهي المنطقة الأقل كثافة سكانية في العالم. ويعيش نحو ثلث السكان في نوك، العاصمة وأكبر مدينة. وتعد سيسيميوت ثاني أكبر مدينة من حيث عدد السكان، وتقع على بعد 320 كيلومترًا (200 ميل) شمال نوك. وتعمل عبّارة خط أومياك القطبي الشمالي كخط حيوي لغرب جرينلاند، وتربط بين مختلف المدن والمستوطنات.
كانت جرينلاند مأهولة على فترات زمنية على مدى 4500 سنة الماضية على الأقل من قبل شعوب القطب الشمالي الذين هاجر أسلافهم إلى هناك مما يُعرف الآن بكندا. استقر النورثمن في الجزء الجنوبي غير المأهول من جرينلاند منذ بداية القرن العاشر، بعد أن استوطنوا سابقًا في آيسلندا. وأبحر النورثمن في وقت لاحق من جرينلاند وآيسلندا، وأصبح ليف إريكسون أول أوروبي معروف يصل إلى أمريكا الشمالية قبل 500 عام تقريبًا من وصول كولومبوس إلى جزر الكاريبي. ووصلت شعوب الإنويت في القرن الثالث عشر. على الرغم من استمرار تأثير النرويج والنرويجيين، إلا أن جرينلاند لم تكن رسميًا تحت حكم التاج النرويجي حتى عام 1261. اختفت المستعمرات الإسكندنافية في أواخر القرن الخامس عشر بعد أن ضرب النرويج الموت الأسود ودخلت في تدهور حاد. بعد فترة وجيزة من زوال المستعمرات، بداية من عام 1499، استكشف البرتغاليون الجزيرة لمدة وجيزة وطالبوا بها، وأطلقوا عليها اسم تيرا دو لافرادور (وطُبق الاسم لاحقًا على لابرادور في كندا).
في أوائل القرن السابع عشر، وصل المستكشفون الدنماركيون إلى جرينلاند مرة أخرى. لتعزيز التجارة والنفوذ، أكدت الدنمارك والنرويج السيادة على الجزيرة. وبسبب وضع النرويج الضعيف، فقدت السيادة على جرينلاند في عام 1814 عندما جرى حل الاتحاد. وأصبحت جرينلاند دنماركية في عام 1814 ودُمجت بالكامل في الدولة الدنماركية في عام 1953 بموجب دستور الدنمارك. ومع دستور عام 1953، أصبح الناس في جرينلاند مواطنين في الدنمارك. ومنذ عام 1961، انضمت جرينلاند إلى رابطة التجارة الحرة الأوروبية (إيفتا)، التي انضمت إليها الدنمارك كعضو مؤسس في عام 1960، لكن عضويتها توقفت اعتبارًا من عام 1973 عندما انضمت الدنمارك إلى المجموعات الأوروبية. وفي عام 1973، انضمت جرينلاند إلى الجماعة الاقتصادية الأوروبية (إي إي سي) مع الدنمارك. ومع ذلك، في استفتاء عام 1982، صوتت غالبية السكان لصالح انسحاب جرينلاند من الجماعة الاقتصادية الأوروبية. ونُفذ ذلك في عام 1985، إذ تغير وضع جرينلاند إلى «أو سي تي» (دول وأقاليم ما وراء البحار) المرتبطة بالجماعة الاقتصادية الأوروبية، والتي أصبحت الآن الاتحاد الأوروبي. وإن العلاقة المرتبطة بالاتحاد الأوروبي تعني أيضًا أن جميع مواطني جرينلاند هم من مواطني الاتحاد الأوروبي.
تحتوي جرينلاند على أكبر حديقة وطنية في العالم، حديقة شمال شرق جرينلاند الوطنية (Kalaallit Nunaanni nuna eqqissisimatitaq). تأسست في عام 1974 وتوسعت إلى حجمها الحالي في عام 1988، وتقدر بمساحة 972،001 كيلومتر مربع (375،292 ميل مربع) من الساحل الداخلي والشمال الشرقي لجرينلاند، وهي أكبر من جميع دول العالم باستثناء 29 دولة.
في عام 1979، منحت الدنمارك الحكم الذاتي لجرينلاند؛ وفي عام 2008، صوت سكان جرينلاند لمصلحة قانون الحكم الذاتي، الذي نقل المزيد من السلطة من الحكومة الدنماركية إلى حكومة جرينلاند المحلية. وفي إطار الهيكل الجديد، تولت جرينلاند تدريجيًا مسؤولية حفظ الأمن والنظام القضائي وقانون الشركات والمحاسبة والتدقيق وأنشطة الموارد المعدنية والطيران وقانون الأهلية القانونية وقانون الأسرة وقانون الخلافة والأجانب ومراقبة الحدود وبيئة العمل والتنظيم والرقابة المالية. ولا تزال الحكومة الدنماركية تحتفظ بالسيطرة على السياسة النقدية والشؤون الخارجية بما في ذلك الدفاع. وقد قدمت دعمًا سنويًا أوليًا قدره 3.4 مليار كرونة دانمركية، والذي سينخفض تدريجيًا. تتوقع جرينلاند أن ينمو اقتصادها على أساس الدخل المتزايد من استخراج الموارد الطبيعية. أقامت العاصمة نوك، دورة الألعاب الشتوية القطبية الشمالية لعام 2016. وتمتلك جرينلاند واحدة من أعلى حصص الطاقة المتجددة في العالم، بنسبة 70٪، وتأتي في الغالب من الطاقة المائية.

## علم أصول الكلمات
أطلق المستوطنون الإسكندنافيون الأوائل على الجزيرة اسم جرينلاند. في الساجا (الملاحم) الآيسلندية، قيل إن الآيسلندي النرويجي المولد إريك الأحمر نُفي من آيسلندا بتهمة القتل غير العمد. إلى جانب عائلته الكبيرة وعبيده (العبيد أو الأقنان)، انطلقت سفنه لاستكشاف أرض جليدية معروفة بأنها تقع في الشمال الغربي. وبعد العثور على منطقة صالحة للسكن واستقراره هناك، أطلق عليها اسم Grœnland (تُرجمت «الأرض الخضراء»)، على أمل أن يجذب الاسم اللطيف المستوطنين. تقول ملحمة إريك الأحمر: «في الصيف، غادر إريك ليستقر في البلد الذي وجده، والذي أسماه جرينلاند، إذ قال إن الناس سينجذبون إليها إن كان لها اسم مناسب».
اسم البلد بلغة جرينلاند الأصلية هو كلاليت نونات (أرض كلاليت). والكلاليت هم شعب الإنويت الأصلي في جرينلاند الذين يسكنون المنطقة الغربية من البلاد.
استخدم جيش الولايات المتحدة كلمة Bluie كاسم رمزي لجرينلاند في الحرب العالمية الثانية، واحتفظوا بعدة قواعد تسمى Bluie (شرق أو غرب) (رقم تسلسلي).

## تاريخ
في ما قبل التاريخ كانت من جرينلاند موطناً للباليو-أسكيمو في الفترة بين 2.500 إلى 800 قبل الميلاد، كانت ثقافة سكاكا موجودة في ذلك الوقت، واكتشف العلماء أثراً في ديسكو باي (شمال جرينلاند) تعود إلى 1.300 سنة قبل الميلاد والتي تعتبر دليلاً على وجود هذه الحضارة.

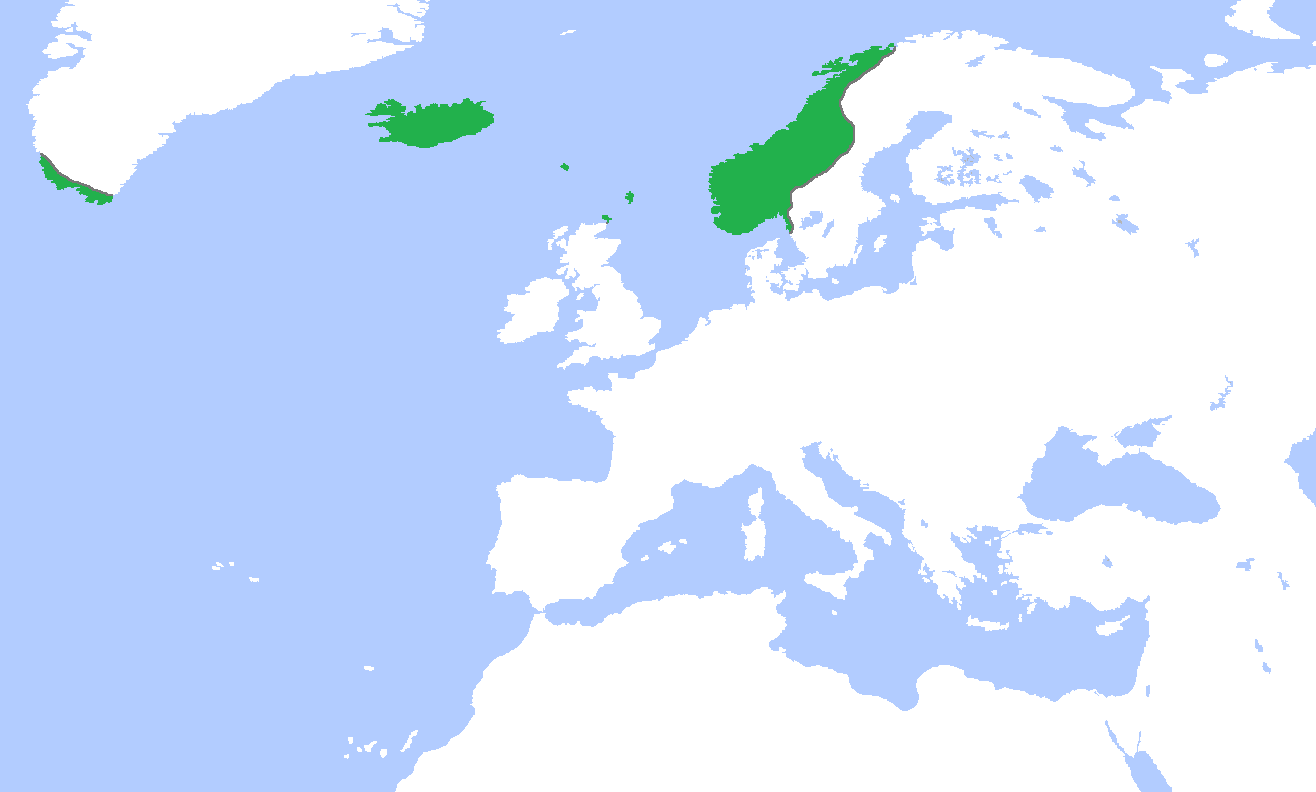
مملكة النرويج عام 1300م.

احتل الفايكنج النرويجيون والآيسلانديون جرينلاند عام 875م وكانت أغلب مناطق تمركزهم في الخلل الجنوبية الغربية للجزيرة. أحضر إريك الأحمر السكان للجزيرة عام 982م. وازدادت أعداد المهاجرين الإسكندينافيين إلى 3,000 شخص بحلول عام 1261م. وفي العام نفسه صوت السكان لصالح الاتحاد مع النرويج. وعندما اتحدت الأخيرة مع الدانمارك في عام 1380م خضعت جرينلاند لحكم الدنمارك. وقد توفي جميع مستوطني الجزيرة بسبب غامض خلال القرن الخامس عشر الميلادي، ربما نتيجة هجوم من الإسكيمو أو نتيجة مناخ قاس شديد البرودة.
في عام 1500، أرسل مانويل الأول ملك البرتغال المستكشف غاسبر كورتي-رييل إلى جرينلاند للبحث عن الممر الشمالي الغربي لآسيا، والتي كانت وفقا لمعاهدة توردسيلاس كانت جزءاً من النفوذ البرتغالي. بعد سنة أي في عام 1501 عاد المستكشف غاسبر مع شقيقه ميغيل كورتي-رييل وكانوا قد عثروا على بحر متجمد في أحد المقاطعات الكندية، حيث أنه من المحتمل أن بعض المستكشفين البرتغاليين قد أنشأوا مستوطنات في جرينلاند في تلك الفترة حسبما تظهره بعض الخرائط.
بدأ استعمار جرينلاند من جديد بعد أن أنشأ مُنصر نرويجي بعثة ومركزاً تجارياً في نوك عام 1721م، وبعد انتهاء الوحدة النرويجية الدنماركية آلت أمور جرينلاند إلى الدنمارك. ونظراً لما قامت به الدنمارك من الحملات البحثية العلمية خلال القرنين التاسع عشر والعشرين أيدت محكمة العدل الدولية طلب الدنمارك بحثها في تبعية جرينلاند لها.
وفي عام 1940م، وأثناء الحرب العالمية الثانية غزا الألمان الدنمارك، وتكفلت الولايات المتحدة عام 1941م بالدفاع عن جرينلاند، وتمكنت بالتعاون مع الدانمارك من تدمير محطات الأرصاد التي أقامتها ألمانيا في الجزيرة، وأقامت الولايات المتحدة عدة محطات وقواعد عسكرية بها. وفي عام 1951م توصل الأمريكيون مع الدانماركيين إلى اتفاقية عسكرية تقضي بأن يكون دفاع جرينلاند من مسؤوليات حلف شمال الأطلنطي. وقد أقامت الولايات المتحدة عام 1961م أكبر محطة رادار في العالم في جرينلاند. في 1953 تم تغيير الدستور الجديد وأصبحت جرينلاند مقاطعة دانماركية وليست مستعمرة، وأصبح لها الحقوق والواجبات نفسها، مثل السكان الدنماركيين. وأعطي سكان البلاد حق التصويت. وفي عام 1979 حصلت جرينلاند على حكم ذاتي.

### محاولات ضم الولايات المتحدة لجرينلاند
اقترح الرئيس الأمريكي دونالد ترامب في عام 2019 في ولايته الأولى، فكرة شراء الولايات المتحدة لجرينلاند من الدنمارك، وكرَّرها فيما قبل ولايته الثانية، بدءًا من عام 2025. في 14 يناير 2024، تنازلت مارغريت الثانية عن العرش لابنها فريدريك العاشر. وفي 9 يناير 2025، قال وزير الخارجية الفرنسي جان نويل بارو "إن الاتحاد الأوروبي لن يسمح لأي دولة بالاعتداء على حدوده السيادية"، وذلك في رده على تهديدات الرئيس الأميركي المنتخب دونالد ترامب ضد الدنمارك ورفضه استخدام القوة لضم جرينلاند. في 4 فبراير 2025، ناقش الزعماء الأوروبيون في اجتماعهم حول تعزيز الدفاع تهديدات الرئيس الأمريكي دونالد ترامب المتعلقة بضم جزيرة جرينلاند وفرض رسوم جمركية. وأكد القادة الأوروبيون إمكانية اتخاذ إجراءات ردٍّ إذا لزم الأمر، محذرين من أن أي حرب تجارية مع الولايات المتحدة قد تؤثر على استقرار الاقتصادات على جانبي المحيط الأطلسي.

## السياسة

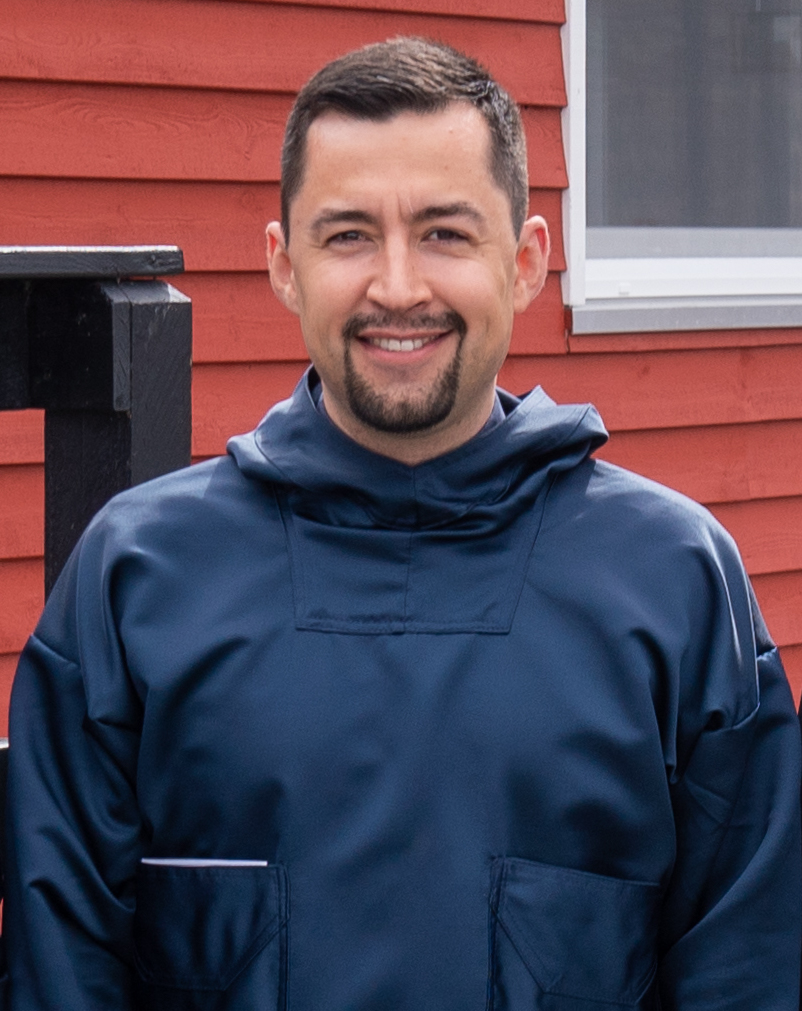
رئيس وزراء جرينلاندموتي بوروب إيجيدي

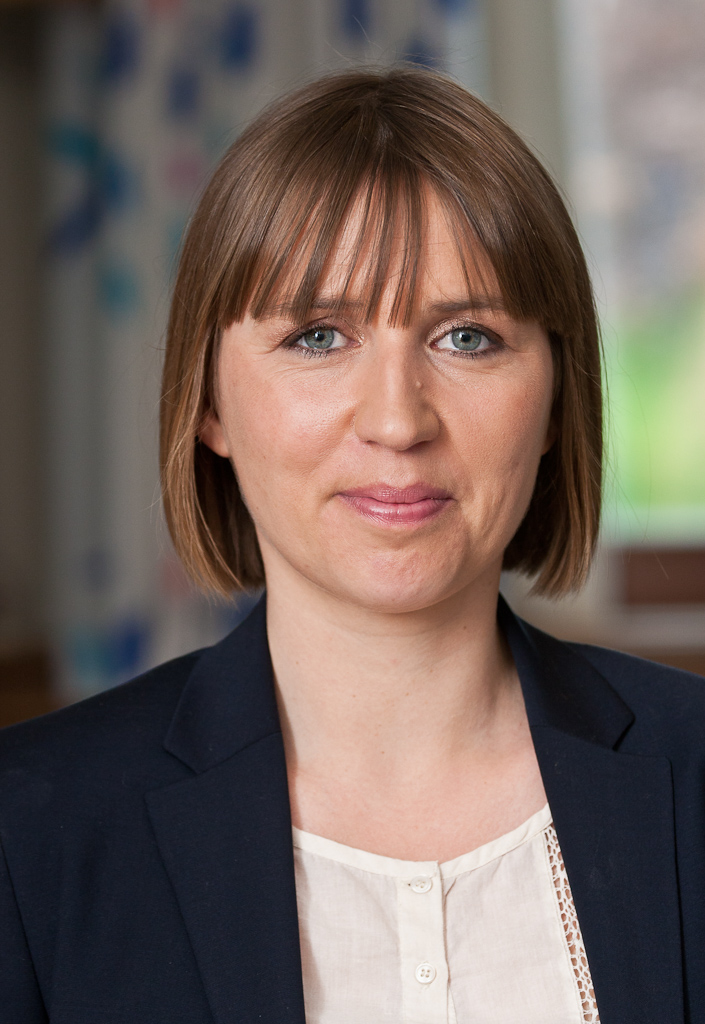
رئيسة وزراء الدنمارك مته فريدريكسن

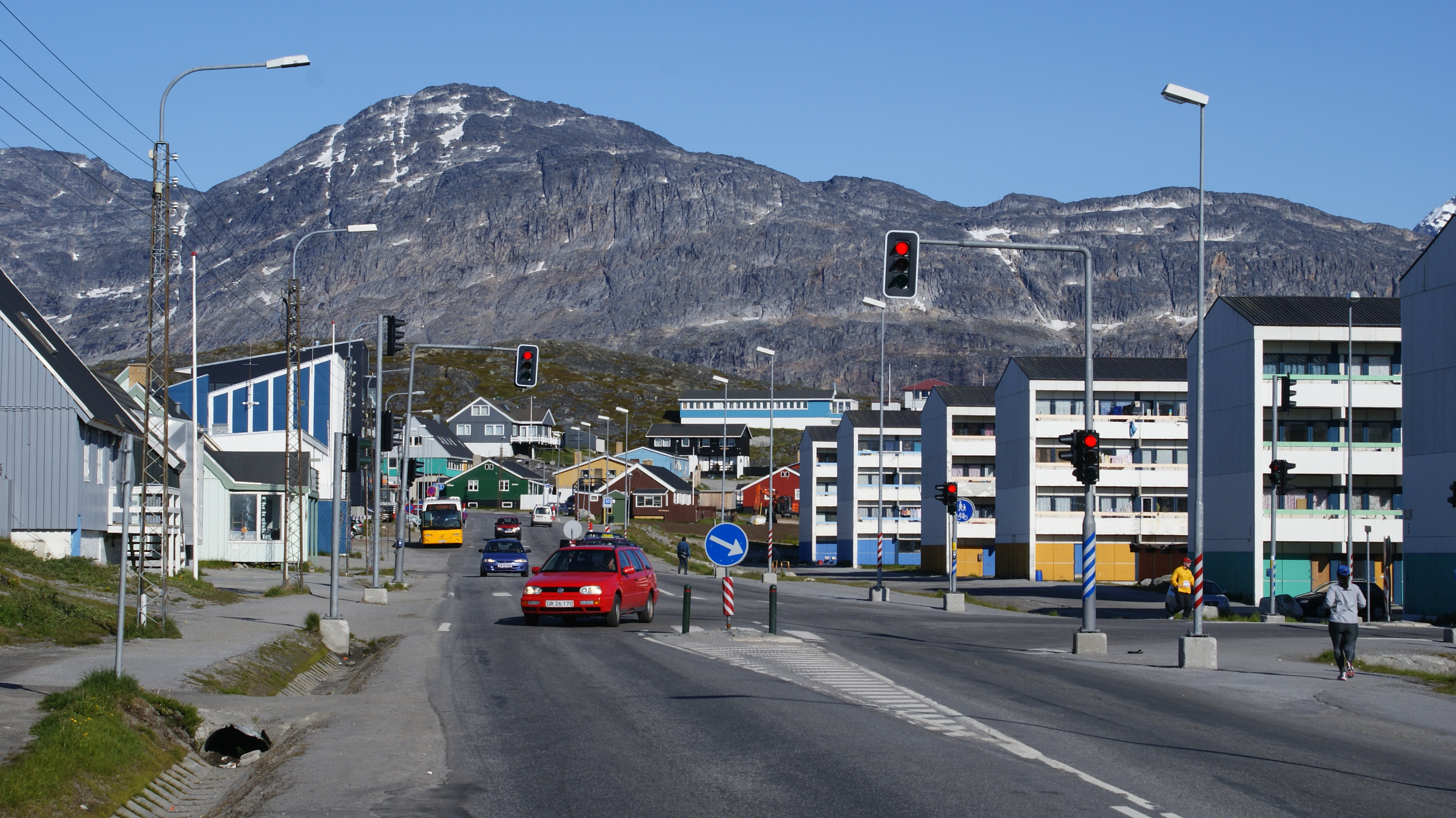
نوك هي عاصمة جرينلاند ومقر الحكومة

تمتلك حكومة جرينلاند السلطة التنفيذية في شؤون الحكومة المحلية، يُدعى رئيس الحكومة Naalakkersuisut Siulittaasuat ("رئيس الوزراء") ويعمل كرئيس لحكومة جرينلاند. يُطلق على أي عضو آخر في مجلس الوزراء اسم Naalakkersuisoq ("الوزير"). يُطلق على برلمان جرينلاند اسم Inatsisartut ("المشرعون"). ويضم البرلمان حاليا 31 عضوا.
في العصر الحديث، تُعقد الانتخابات على المستوى البلدي، والوطني (إناتسيسارتوت)، والمستوى الملكي (فولكتنغ).
جرينلاند هي كيان يتمتع بالحكم الذاتي ضمن النظام الملكي الدستوري لمملكة الدنمارك، حيث الملك فريدريك العاشر هو رئيس الدولة. يحتفظ الملك رسميًا بالسلطة التنفيذية ويرأس مجلس الدولة ( المجلس الخاص ). ومع ذلك، بعد إدخال نظام الحكم البرلماني، أصبحت واجبات الملك منذ ذلك الحين تمثيلية واحتفالية بحتة، مثل التعيين الرسمي وفصل رئيس الوزراء والوزراء الآخرين في الحكومة التنفيذية. الملك غير مسؤول عن أفعاله، وشخص الملك مقدس. [ 143 ]
يعتبر فريدريك العاشر حاكمة عامة لجرينلاند حيث تقوم بتعيين مفوض سامي يمثل الحكومة الدانماركية في جرينلاند، ولأن جرينلاند تعتبر جزء من مملكة الدنمارك فإنه يتم انتخاب عضوين من جرينلاند لتمثيل بلدهم في البرلمان الدنماركي.
برلمان جرينلاند يتكون من 31 عضوا، رئيس الحكومة هو الوزير الأول وهو في العادة زعيم حزب الأغلبية في البرلمان، الرئيس الحالي هو كوبيك كلايست من حزب الإينويت الذي وصل حديثا للسلطة.
في 25 نوفمبر 2008 غالبية السكان في جرينلاند صوتوا في استفتاء حول خطة لمنح الجزيرة الحكم الذاتي من الدانمارك. أظهرت النتائج النهائية للاستفتاء أن 75,54% من المشاركين في الإستفتاء صوتوا بالموافقة على الحكم الذاتي مقابل 23,57% رفضوه. ويمهد الاستفتاء الطريق لجرينلاند لكي تتولى المزيد من المهام الإدارية في الجزيرة القطبية ومنحها ملكية كاملة لمواردها.
حصل بموجبه سكان جرينلاند في ظل هذا النظام الجديد على حق تقرير مصيرهم والاعتراف بهم كشعب، كما يمنحهم السيطرة على مواردهم الخاصة من النفط والغاز والذهب والماس واليورانيوم والزنك والرصاص كما تصبح لغة جرينلاند اللغة الرسمية في الجزيرة، ويسري هذا النظام الجديد اعتبارا من 21 يونيو 2009 بمناسبة المئوية الثالثة لبدء الاستعمار الدانماركي للجزيرة.
تخلى الناخبين عن حزب (سيموت) الموالي للدانمارك والذي يحكم البلاد منذ عام 1979 في انتخابات 2 يونيو 2009 بعد سلسلة من فضائح الفساد، حصل حزب الإنويت اليساري على 43.7% من الأصوات مضاعفا بذلك نسبة التصويت التي حصل عليها في الانتخابات الأخيرة عام 2005 في حين حصل الحزب الحاكم على 26.5% فقط من الأصوات وهي نسبة تقل بمقدار 3.9% عن الانتخابات الأخيرة.

جغرافية جرينلاند.

## جغرافيا

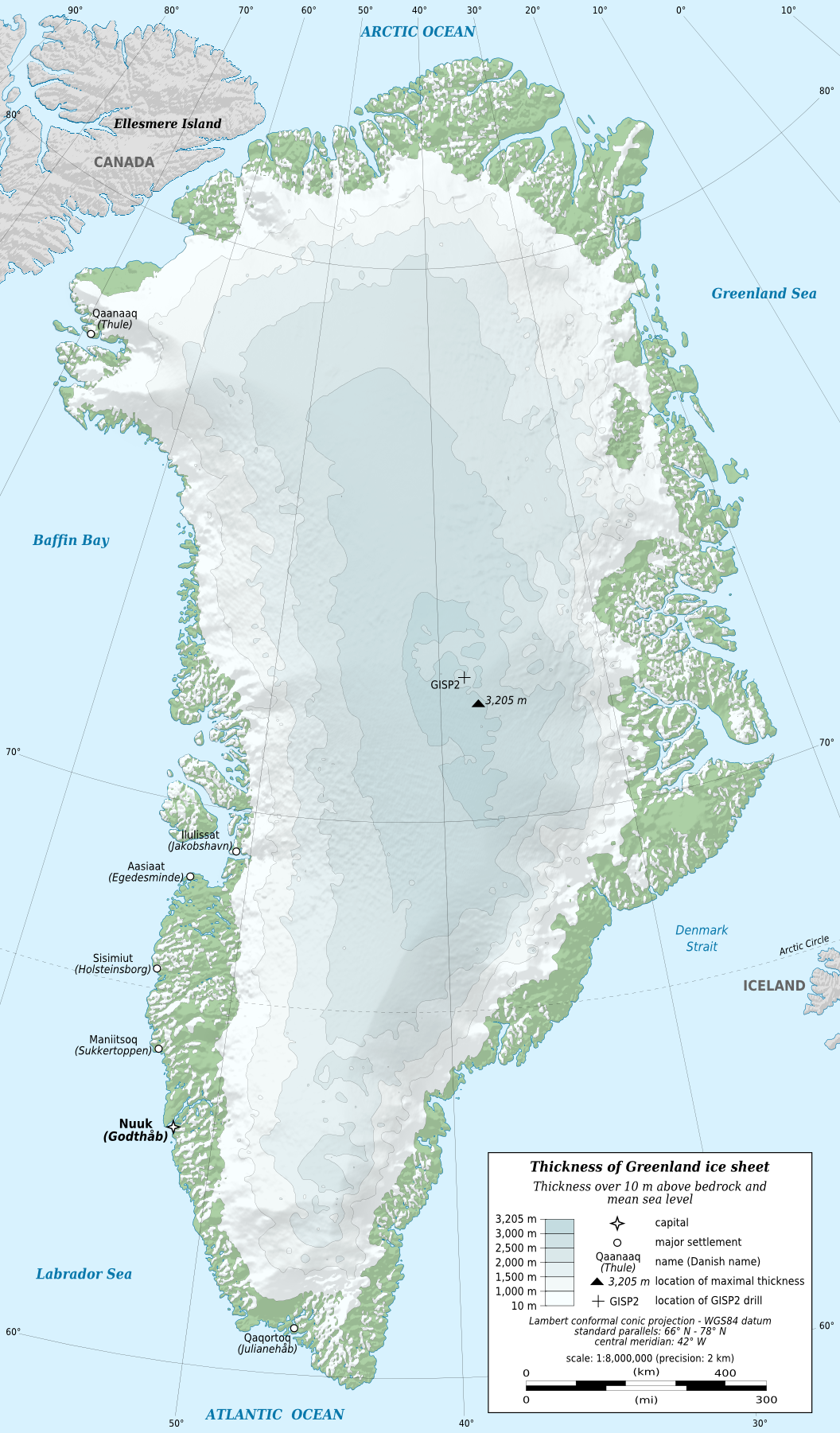
خريطة جرينلاند

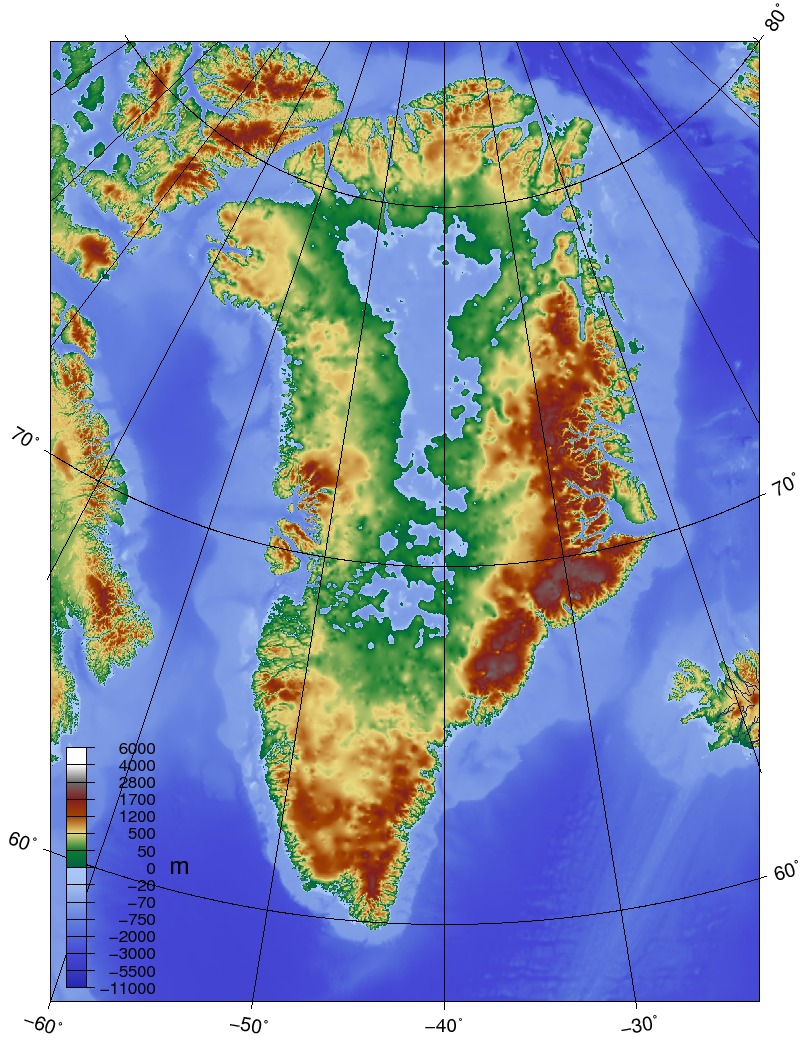
تقع صخور جرينلاند فوق مستوى سطح البحر

تعتبر أكبر جزيرة في العالم، مساحتها 2,166,086 كم². وهذا في حالة استبعدنا إستراليا كونها كتلة قارية. وتمثل أحد أقاليم الدانمارك على الرغم من أنها تعد جغرافياً جزءً من أمريكا الشمالية. تقع على بعد 2,090كم شمالي المحيط الأطلسي. وتبعد في بعض أجزائها نحو 16 كم من كندا. وتعد جرينلاند أكبر من الدانمارك بحوالي 50 مرة، ولكن الدانمارك تفوق جرينلاند في عدد السكان بحوالي 95 مرة.

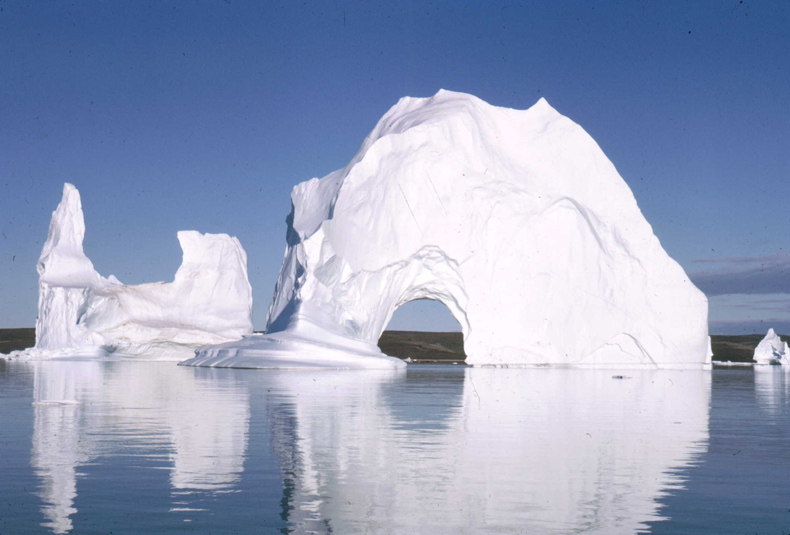
كتلة جليدية متحركة في سكوريسبي صند شرق جرينلاد، وهو أكبر خلل في العالم.

تتكون أراضي جرينلاند من هضبة داخلية منخفضة تحيط بها جبال ساحلية وتغطي طبقة جليد دائمة ما يعادل 1,740,500كم² أو حوالي أربعة أخماس مساحة الجزيرة. ويتراوح سُمْك الغطاء الجليدي ما بين 1,6كم و3,2كم. يبلغ ارتفاع جبل جنبجورن أعلى نقطة في جرينلاند 3,700م، ويقع شرقي الغطاء الجليدي. وتوجد آلاف الجزر بعيداً عن الشاطئ. وتقطع مئات الفيوردات على الساحل بين الجبال وتمتد إلى الداخل، وتنساب المثالج من الغطاء الجليدي منحدرة عبر الأودية الداخلية مكونة جبالاً جليدية ضخمة تتحطم وتتلاشى في الفيوردات.

### المناخ

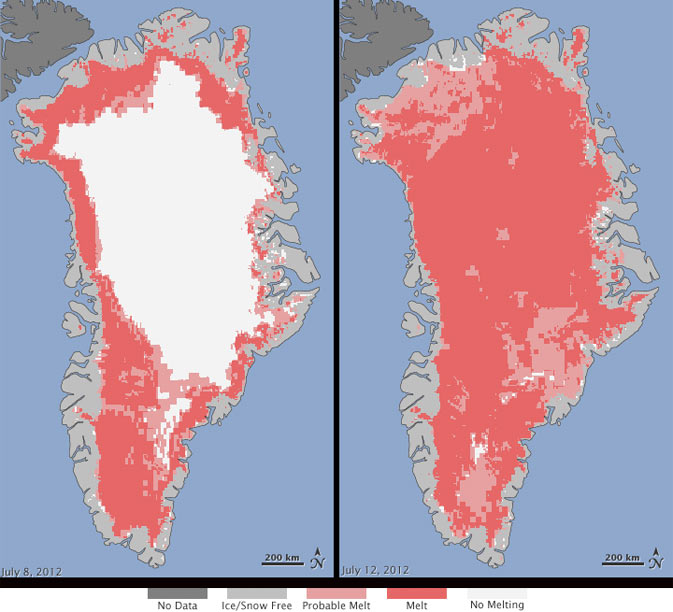
وتظهر رسومات وكالة ناسا مدى ذوبان الجليد القياسي الذي حدث في يوليو/تموز 2012.

المناخ في جرينلاند بارد جداً، إلا أنه أصبح تدريجيا منذ بواكير القرن العشرين يميل إلى الدفء. وأبرد منطقة هي التي تقع في مركز الغطاء الجليدي، حيث تصل معدل حرارتها إلى -47°م في شهر فبراير وحوالي -11°م في يوليو. أدنى درجة سجلت عام 1954م، حيث وصلت - 66 °م. وفي الشاطئ الجنوبي تصل الحرارة إلى -8°م في شهر فبراير وحوالي 10°م في يوليو. وبصفة عامة يقل التساقط في جرينلاند إلا في أقصى طرفها الجنوبي. معظم البلاد تتعرض لشمس ساطعة في الصيف لمدة 24 ساعة، وتحتجب الشمس تماماً في الشتاء. وهذه الفترات تزداد كلما اتجهنا شمالاً صوب دائرة القطب الشمالي، هذا ما يعرف بشمس منتصف الليل.
16 % من مساحة جرينلاند هي فقط التي لا يتواجد بها الثلج والجليد بشكل دائم. وهذه المناطق معظمها يتواجد على الساحل المحيطي الأطلسي حيث تكثر الجبال التي تقع في سفوحها أنهار كبيرة تلقي بكتل الجليد الضخمة إلى المحيط.
أفادت دراسة أجرتها الأمم المتحدة في 2006 أن التغيرات المناخية باتت تشكل خطراً وتهديداً كبيرين على ثلوج جرينلاند، فمن المحتمل ألا يكون في جرينلاند أي ثلوج عام 2100 في حالة ارتفاع درجات الحرارة هناك إلى ثلاث درجات بالفعل.

### الطبيعة
تشمل الثدييات البرية القليلة في جرينلاند الدب القطبي، غزال الرنة، ثور المسك والثعلب القطبي الشمالي، الذئب، القاقم، والأرنب القطبي الشمالي. هناك العشرات من أنواع الفقمة والحيتان على طول الساحل.
وقد شوهد أكثر من 100 نوعا من الطيور، وحوالي 50 سلالة في جرينلاند.
هناك غابات قليلة جدا من أشجار البتولا أو الصفصاف. في الإجمال، يوجد فيها نحو 500 نوعا من النباتات.

### التقسيم الإداري
حتى 1 يناير 2009، كانت جرينلاند مقسمةً إداريا إلى ثلاث مقاطعات (Landsdelen) : أفنا، تونيون وكيتا. في عام 2009 تم تغيير التقسيم الإداري، وإعادة تنظيم الأراضي إلى أربع بلديات:

التقسيم الإداري لجرينلاند.

| بلدية     | مساحة            | سكان               | خريطة |
| --------- | ---------------- | ------------------ | ----- |
| كوجالك    | 32.000 كيلومتر²  | 7.755 نسمة (2008)  |       |
| كاسويتسوب | 660.000 كليومتر² | 17.867 نسمة (2008) |       |
| كيكاتا    | 115.500 كيلومتر² | 9.627 نسمة (2008)  |       |
| سيرمرسوك  | 635.600 كيلومتر² | 20.998 نسمة (2008) |       |

## السكان
قدر عدد السكان في جرينلاند سنة 2022 بحوالي 56,583 نسمة، حيث أن 88% منهم إنويت (أسكيمو) أو خليط من الدانماركيين والإينويت. النسبة الباقية وهي 12% تمثلها مجموعات عرقية أوروبية مختلفة، أغلبهم دانماركيون. أغلب السكان هم من أتباع الدين المسيحي البروتستانتي اللوثري. جميع الجرينلانديين يعيشون في الخلل الموجودة على الشريط الساحلي الجنوبي الغربي لجرينلاند، وهي منطقة تمتاز بمناخ معتدل نسبياً.

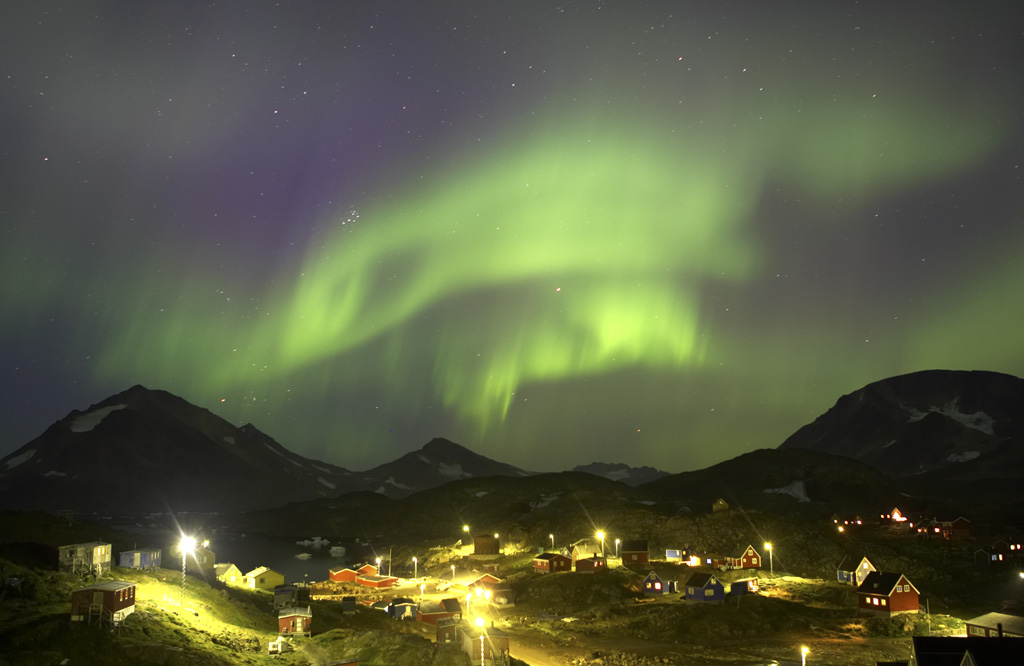
مدينة كولوسوك.

### معطيات عامة
- هرم الأعمار  :
  - 0 - 15 سنة: 22.0% (6408 ولد و 6090 بنت)
  - 15 - 46 سنة: 70.2% (530 21 رجل و 626 18 امرأة)
  - 46 - فأكثر: 7.6% (103 2 رجل و 992 1 امرأة)
- النمو السكاني : 0.24% (2011)
- معدل الولادات  : 14.5 ولادة/1000 ساكن (2011)
- معدل الوفيات  : 8.30 وفاة/1000 ساكن (2011)
- صافي الهجرة : -2.8 مهاجر/1000 ساكن (2011)
- وفيات الرضع  : 9.6 وفاة/1000 ولادة عادية (2008)
- متوسط العمر عند الولادة :
  - جميع السكان: 68.95 سنة (2008)
  - الرجال: 71.6 سنة
  - النساء: 66.6 سنة
- معدل الخصوبة : 2.26 ولادة/المرأة (2010)
- فيروس نقص المناعة البشرية / الإيدز المعدل لدى الرجال: 0 مواطن/1000 ساكن (2010)
- فيروس نقص المناعة البشرية / الإيدز، أشخاص يعيشون بالفيروس: 3 (2010)
- فيروس نقص المناعة البشرية / الإيدز، المتوفون جرائه: غير معروف
- الجنسية : الاسم: جرينلاندي/جرينلاندية
- المجموعات العرقية : جرينلانديون 88% (الإسكيمو والبيض المولودون في جرينلاند)، دانماركيون وأخرين 12% (يناير 2000)
- الديانة : إنجيلية لوثرية
- اللغة : جرينلاندية
- معرفة القراءة والكتابة :
  - جميع السكان: 100% (2011)
  - رجال: 100% (2011)
  - نساء: 100% (2011)
- مؤشر التنمية البشرية : 0.934 (2005)

### اللغة
كل من اللغة الجرينلاندية واللغة الدانماركية تستخدمان كلغة رسمية في المكاتب الإدارية والشؤون الرسمية منذ إعلان الاستقلال الذاتي في العام 1979، كما أن معظم السكان يتكلمون بهاتين اللغتين. أغلب السكان (حوالي 50.000 نسمة) يتحدثون باللغة الجرينلاندية فقط، التي أصبحت اللغة الرسمية الوحيدة في البلاد منذ يونيو 2009. هذا بالإضافة إلى الأقلية الدنماركية الخالصة (أي التي ليست خليط من الدانماركيين والإينويت) التي تتحدث باللغة الدنماركية التي بقيت لغة التعليم العالي في جرينلاند. بالنسبة للغة الإنجليزية يمكن اعتبارها اللغة الأجنبية الثانية (أو اللغة الثالثة) المتحدث بها. جميع سكان جرينلاند (أي نسبة 100% من السكان) يتقنون القراءة والكتابة.
الجرينلاندية هي أكبر لغات عائلة اللغات الأسكيمو-الأليوتية ولها أكبر قدر من المتحدثين بحيث تتفوق على مجموع متحدثي لغات نفس العائلة الأخرى مجتمعة. في جرينلاند ثلاث لهجات للجرينلاندية معترف بها: اللهجة الشمالية وتسمى إنكوتون (بالجرينلاندية: Inuktun) ويتحدث بها حوالي 1000 شخص في منطقة Qaanaaq، اللهجة الشمالية وهي الجرينلاندية الفصحى واللغة الرسمية (بالجرينلاندية: Kalaallisut)، ولهجة تونوميت (بالجرينلاندية: Tunumiit) وهي اللهجة المتحدث بها في شرق جرينلاند.

## الاقتصاد
في عام 1979م أصبح سكان جرينلاند يتقلدون المناصب، ويحكمون مقاطعاتهم بدون أي تدخل خارجي، وأصبحت جرينلاند عضواً في المجموعة الأوروبية (الاتحاد الأوروبي الآن). ولكن معظم السكان طالبوا في عام 1982م بالانسلاخ عن المجموعة الأوروبية، كي يتمكنوا من التحكم بصورة أفضل في اقتصادهم، وقد انسحبت جرينلاند من المجموعة الأوروبية عام 1985م.

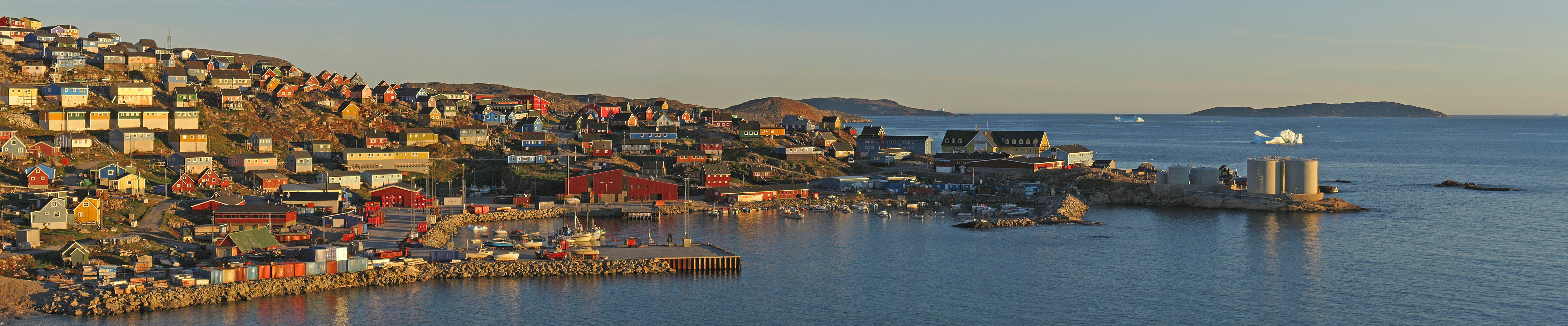
منظر بانورامي لميناء يوبرنافيك وجزء من المدينة.

الاقتصاد اليوم في جرينلاند يعتمد كثيراً على صادرات الأسماك ومشتقاتها، تعليب الأسماك وتصديرها يعتبر أكبر مصادر الدخل. وقد استئنفت مؤخرا عمليات التنقيب عن النفط والغاز والمعادن، إلا أنه لا يمكن البدء بإنتاج النفط فعليا إلا بعد عدة سنوات. أنشأت حكومة جرينلاند شركة النفط الوطنية (بالإنجليزية: NUNAOIL) لأجل المساعدة في تطوير صناعة المواد الهيدروكربونية في جرينلاند. كما أطلقت الشركة في بورصة كوبنهاجن لجمع المزيد من الأموال لرأس المال لدعم وتطوير قطاع إنتاج الذهب والياقوت والذي بدأ استغلالهما في عام 2007. كما أن نشاط استخراج المعادن في انتعاش ويشمل استخراج المعادن اليورانيوم، الألمنيوم، النيكل، البلاتين، التنغستن، التيتانيوم والنحاس.
القطاع العام هو المهمين تقريبا على جميع اقتصاد جرينلاند، حوالي نصف مدخول الحكومة هو عبارة عن مساعدة تأتي من حكومة الدانمارك.
عانت جرينلاند في بداية التسعينيات من انكماش اقتصادي، ولكن الوضع بدأ بالتحسن عام 1993، انتهجت حكومة السلطة الذاتية سياسة مالية مشددة مما ساعد على خلق فوائض في الموازنة العامة وانخفاض مستويات التضخم. عانى اقتصاد جرينلاند الأمرين في سنة 1990 عندما أغلقت مناجم التنقيب عن المعادن في ذلك الوقت. حاليا، تم اكتشاف مصادر جديدة لحجر الياقوت حيث تسعى الحكومة لاستغلاله وتصديره لإنعاش الاقتصاد.
خلال اجتماع اللجنة الدولية لصيد الحيتان التي تضم 85 دولة، سعت الدانمارك لحشد التأييد بين دول الاتحاد الأوروبي لكي يتم السماح لجرينلاند بصيد 50 من الحيتان الحدباء في خمس سنوات لإطعام سكانها.

## الرياضة
كرة القدم هي الرياضة الوطنية والأكثر شعبية في جرينلاند، ولكن بسبب الظروف المناخية الباردة لا يمكن دعم أراضي الملاعب العشبية لإقامة المباريات. الملعب الوطني هو ملعب نوك في العاصمة نوك. الاتحاد الجرينلاندي لكرة القدم ليس عضوا في الفيفا وإنما هو عضو في الفيفي وهي مجلس نقابي للفيفا لكرة القدم دون الوطنية وممثلة للبلدان التي ليس لها عضوية في الفيفا.
في يناير 2007، شاركت جرينلاند في بطولة العالم لكرة اليد للرجال في ألمانيا، واحتلت المركز 22 في الترتيب من مجموع 24 منتخب مشارك.
جرينلاند تشارك في دورة جزيرة الألعاب وتشارك أيضا في دورة ألعاب القطب الشمالي الشتوية. واستضافت جرينلاند في 2010 كأس الفيفي للبرية.

## النقل

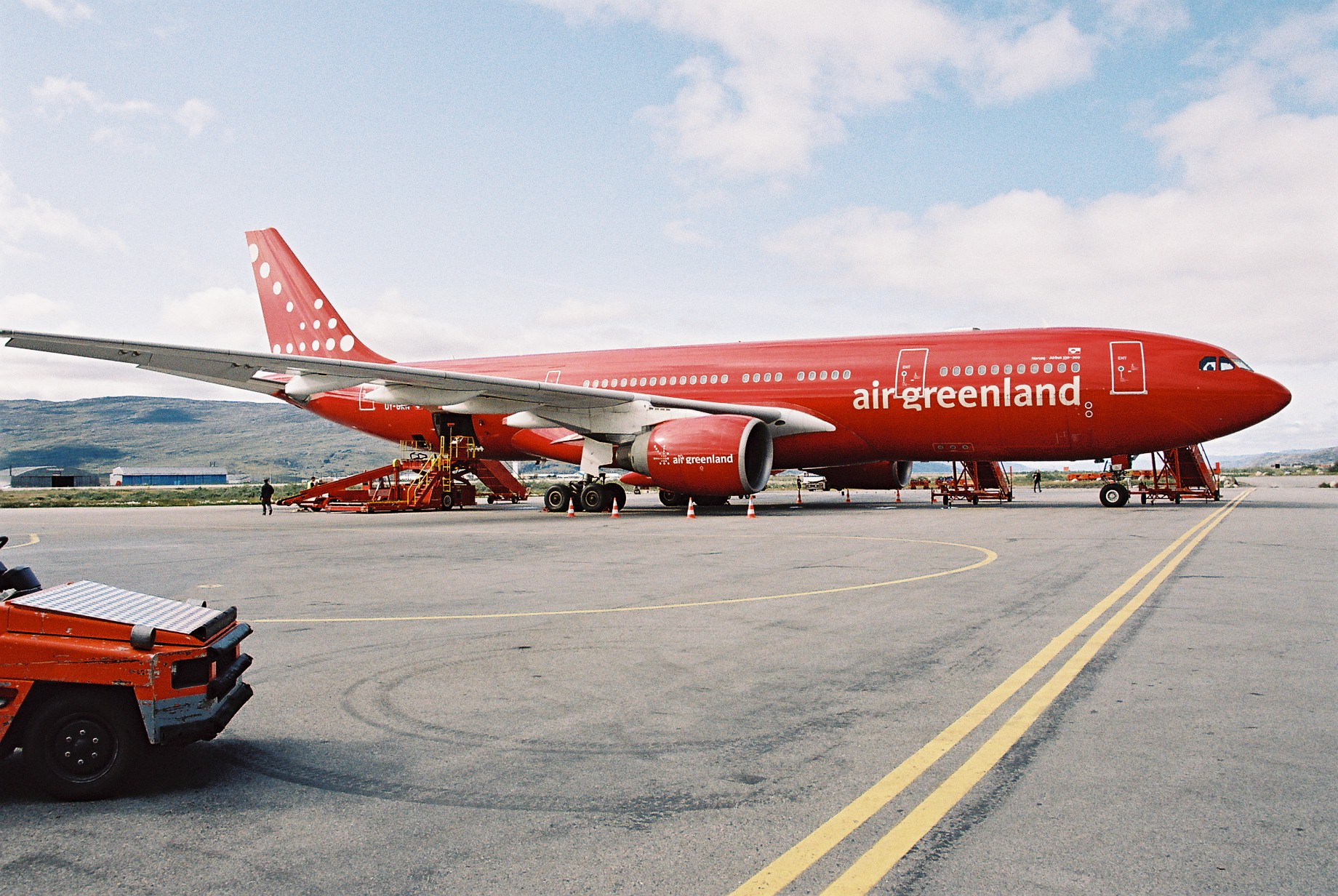
إحدى طائرات شركة طيران جرينلاند في مطار كانجرلوسواك.

النقل الجوي هو الوسيلة الأكثر شيوعاً في جرينلاند، حيث تربط حركة النقل الجوي بين مختلف المدن الجرينلاندية وحتى إلى الخارج. النقل البحري موجود بنسبة أقل بسبب كثرة التكاليف وبعد المسافة بين المدن. كما أنه لا توجد طرق برية بسبب كثرة الخلل على الساحل الغربي مما يستلزم تهيئة طرقية متطورة.
مطار كانجرلوسواك هو المطار الرئيسي في جرينلاند وهو يقع في الساحل الغربي في مدينة كانجرلوسواك، يربط بين مختلف المدن الداخلية ويوفر رحلات إلى كوبنهاجن. في مايو 2007 بدأت شركة طيران جرينلاند بإقامة رحلات من وإلى مدينة بالتيمور في الولايات المتحدة الأمريكية ولكن في 10 مارس 2008 تقرر إلغاء الخط بسبب الخسائر المالية. شركة طيران أيسلندا توفر رحلتين أسبوعيا من ريكيافيك إلى جرينلاند، هذا وستضاف خطوط طيران أخرى لاحقا.
نقل المسافرين والسياح والبضائع بواسطة البحر يتم عبر رحلة واحدة في الأسبوع تدوم 80 ساعة في الإتجاه الواحد، ولكن أغلب المسافرين يفضلون التنقل جوًا.

## الرموز
لدى جرينلاند الرموز التالية:
- OY، حسب قائمة رموز التسجيل التابعة لإيكاو.
- .gl، حسب مجال المستوى الأعلى.

## اقرأ أيضا
- قرش جرينلاند
- سمك اوماتوكيتا
- بحيرة تحت جليدية

## وصلات خارجية
حكومي
- قوانين جرينلاند موقع الحكومة الرسمي (بالإنجليزية)
- Map of new municipalities موقع الحكومة الرسمي (بالجرينلاندية)
- Greenland.com معلومات سياحية حول جرينلاند
- إحصائيات جرينلاند

معلومات عامة
- ملف تعريف البلد و خط الزمن من بي بي سي
- جرينلاند على مشروع الدليل المفتوح